# Holocola dolopaea
Holocola dolopaea är en fjärilsart som beskrevs av Edward Meyrick 1905. Holocola dolopaea ingår i släktet Holocola och familjen vecklare. Inga underarter finns listade i Catalogue of Life.